# Clémence de Zähringen
Clémence de Zähringen (Klementia von Zähringen), autrefois appelée Anne, est une aristocrate du XIIe siècle de la maison de Zähringen, passée par ses mariages à la maison d'Este, puis aux Humbertiens.
Elle est surnommée Germaine à cause de ses origines germaniques.

## Biographie

### Jeunesse
Clémence est la sixième fille de Conrad Ier, comte de Zähringen et duc de Bourgogne,, et de Clémence de Luxembourg-Namur. Elle a notamment pour frère Raoul de Zähringen, évêque de Mayence puis de Liège.

### Premier mariage
Elle épouse en 1147, Henri III de Saxe, futur Henri XII de Bavière, avec qui elle a une fille, Gertrude de Bavière, née en 1152 ou plus probablement 1155. Elle divorce d'avec lui en 1162.

### Second mariage
En secondes noces, elle se marie avec le comte de Savoie Humbert III, dont c'est le troisième mariage. Sans descendance et chagriné, le comte se marie sous la pression de ses vassaux. Ils ont trois filles :
- Sophie (1165-1202), mariée à Azzo VI d'Este (1170 † 1212) ;
- Alix ou Alice, Adélaïde (1166 † 1174), promise à Jean d'Angleterre, futur roi, mais morte avant la cérémonie. Selon certaines sources, il semble qu'elle ait été l'aînée et peut être considérée comme héritière du comté. En effet, la dot était le comté de Savoie tout entier, puisque aucun héritier mâle ne pouvait reprendre la succession d'Humbert ;
- Éléonore (1167-1204), mariée en 1197 à Boniface Ier († 1207), marquis de Montferrat et roi de Thessalonique.

### Mort et sépulture
Mais elle meurt prématurément, et est longuement pleurée de son mari. Elle est enterrée dans le cloître de l'abbaye d'Hautecombe (la tradition médiévale ne permet pas de sépulture dans l'enceinte de l'église), car son mari, qui ressentait un appel monastique très fort, aimait y prier et souhaitait se recueillir fréquemment sur sa tombe. C'est pour cette raison également qu'il choisit de se faire enterrer à côté d'elle, inaugurant ainsi Hautecombe en tant que nécropole de la maison de Savoie. Le comte se retire à Hautecombe, prenant l'habit des cisterciens.